# Ernst Homburg
Ernst Homburg (Venlo, 2 augustus 1952) is een Nederlandse emeritus hoogleraar in de geschiedenis van wetenschap en technologie aan de Universiteit Maastricht. Hij heeft geschreven over de geschiedenis van de scheikunde en technologie in de negentiende en twintigste eeuw in Nederland en Europa.

## Biografie
Ernst Homburg is geboren in Venlo, op 2 augustus 1952. Hij bezocht de HBS op het Protestants Lyceum (tegenwoordig het Huygens Lyceum) in Eindhoven. Van 1969 tot 1978 studeerde hij scheikunde aan de Vrije Universiteit Amsterdam en aan de Universiteit van Amsterdam. Hij volgde aan de VU onder andere colleges geschiedenis van de natuurwetenschappen bij professor Reijer Hooykaas.
Aan de Universiteit van Amsterdam behaalde hij in oktober 1978 cum laude zijn doctoraalexamen scheikunde met als hoofdvak chemische technologie en als bijvakken wiskunde en 'wetenschap en samenleving'. Zijn scriptie schreef hij over de disproportioneringsreactie van propeen.
Van oktober 1978 tot juli 1979 werkte Homburg als docent 'farmacie en samenleving' en als docent statistiek aan de subfaculteit farmacie in Groningen, aan de Rijksuniversiteit aldaar. Daarna vertrok hij naar Nijmegen, waar hij aan de Katholieke Universiteit onderzoek deed naar de ontwikkeling van de kleurstofindustrie in de negentiende eeuw (onder supervisie van Willem J. Hornix) en waaraan hij vanaf 1984 was verbonden als docent 'chemie en samenleving'.
In 1993 promoveerde hij in Nijmegen op het proefschrift Van beroep "Chemiker": De opkomst van de industriële chemicus en het polytechnische onderwijs in Duitsland, 1790-1850 bij prof. dr. P.M.M. (Paul) Klep. Daarna vertrok hij naar Maastricht. Hij ging 'Geschiedenis van de technologie' doceren aan de afdeling geschiedenis van de faculteit Arts and Sciences van de Universiteit Maastricht. Vanaf 2002 was hij buitengewoon hoogleraar 'Geschiedenis van wetenschap en techniek, in hun onderlinge samenhang'. Deze leerstoel werd ingesteld door de Stichting Historie der Techniek (SHT). In augustus 2018 ging Homburg met emeritaat.

## Onderscheidingen, fellowships
- In 1993 was Ernst Homburg senior research fellow aan het Sidney M. Edelstein Center van de Hebreeuwse Universiteit van Jeruzalem[1]
- In 1998/1999 was hij fellow aan het Netherlands Institute for Advanced Study (NIAS), toentertijd gevestigd in Wassenaar[5]
- In 2002 was hij fellow aan het Max-Planck-Institut für Wissenschaftsgeschichte (Max-Planck-Instituut voor Wetenschapsgeschiedenis) in Berlijn[1]
- In 2014 ontving Homburg de Hist Award for Outstanding Achievement in the History of Chemistry (de Hist Onderscheiding voor Buitengewone Prestaties in de Geschiedenis van de Scheikunde), van de afdeling 'History of Chemistry' ("Hist") van de American Chemical Society (ACS).[6]